# Escut de Sant Cugat del Vallès

Escut oficial de Sant Cugat del Vallès

L'escut oficial de Sant Cugat del Vallès té el següent blasonament:
Escut caironat truncat: 1r. de gules, 2 claus passades en sautor amb les dents al cap i mirant cap enfora, la d'or en banda i la d'argent en barra, ressaltades d'un monestir de porpra tancat d'argent; i al 2n. d'or, 4 pals de gules. Per timbre una corona mural de ciutat.

## Història
Va ser aprovat el 25 d'abril del 2001 i publicat al DOGC l'11 de maig del mateix any amb el número 3386.
Hi figura el monestir benedictí de Sant Cugat del Vallès (segle xi), el més important del comtat de Barcelona, erigit en memòria del màrtir africà Cugat (segle iv), que fou decapitat en aquell indret. La ciutat va créixer entorn del monestir, i tenia la seva pròpia parròquia, Sant Pere d'Octavià (representada per les claus de sant Pere darrere la imatge del monestir). Finalment, els quatre pals de Catalunya recorden els privilegis que els comtes-reis van concedir a la ciutat, com, per exemple, la possibilitat de celebrar fires i un mercat setmanal.